# Ruisseau de Magnanac
Le ruisseau de Magnanac aussi appelé le Lègue est une rivière du sud de la France. C'est un affluent direct du Tarn en rive gauche, donc un sous-affluent de la Garonne.

## Géographie
De 11,8 km de longueur, le ruisseau de Magnanac prend sa source au nord de Bouloc où il est appelé Ruisseau de l'Aigue puis il prend le nom de ruisseau de Bacayrou jusqu'à sa confluence avec le ruisseau de Sayrac où il prend son nom Ruisseau de Magnanac et se jette dans le Tarn en aval de Villemur-sur-Tarn.

### Communes et cantons traversés
- Haute-Garonne : Bouloc, Villaudric, Villemur-sur-Tarn

## Principaux affluents
- Ruisseau de Sayrac : 13,5 km